# فرانتشيسكو باربريني الأب
فرانتيشسكو باربريني (بالإنجليزية: Francesco Barberini)‏ (1597-1679) كاردينال إيطالي وابن أخ البابا أوربانوس الثامن، انتُخب كاردينالاً وهو في عمر 26 سنة. وكان أسقفًا لسابينا وبوتو وأوستيا في إيطاليا، وحاكمًا لِتيفولي وفيرمو، وحارسًا لممالك أراغون والبرتغال وساكسونيا وإنجلترا، ونائبًا لرئيس الديوان الكنسيّ.
أتمّ بنجاح العديد من البعثات الدبلوماسيّة، ومن بينها بعثة إصلاح الخلاف الذي كان بين إسبانيا وفرنسا. ترجم 12 مجلّد للفيلسوف والإمبراطور الرومانيّ ماركوس أوريليوس.

## روابط خارجية
- فرانتشيسكو باربريني الأب على موقع الموسوعة البريطانية (الإنجليزية)